# Республіка Афганістан (Диктатура Дауда)
Республіка Афганістан (пушту د افغانستان جمهوریت, Dǝ Afġānistān Jumhūriyat; дарі جمهوری افغانستان, Jǝmhūri Afġānistān) — назва першої республіки в Афганістані, проголошеної після державного перевороту та скасування монархії у 1973 році. Її часто називають Республікою Дауда, оскільки вона була заснована в липні 1973 після того як генерал сардар Мухаммед Дауд Хан з династії Баракзай разом зі старшими князями Баракзай скинув свого двоюрідного брата, короля Мухаммед Захір-шаха, у результаті державного перевороту. Приводом для державного перевороту стала конституція Афганістану 1964, яка перебрала владу у більшості членів королівської родини на користь централізації під керівництвом Захір-шаха та його нащадків за принципом демократії. Дауд Хан був відомий своєю автократією та спробами модернізувати країну за допомогою як Радянського Союзу, так і Сполучених Штатів, серед інших
У 1978 відбувся військовий переворот, відомий як Саурська революція, спровокований комуністичною Народно-демократичною партією Афганістану, під час якого Дауд та його родина були вбиті. Згодом «Республіку Дауда» змінила підтримувана Радянським Союзом Демократична Республіка Афганістан.

## Історія

### Переворот
У 1973 році, під час перебування короля Мухаммеда Захіра-шаха з візитом в Італії, його двоюрідний брат і колишній прем'єр-міністр Мухаммед Дауд організував державний переворот і встановив у країні республіканський уряд. Раніше Дауд був прем'єр-міністром, однак був змушений піти у відставку 1963 року. Король ухвалив рішення відмовитись від престолу задля уникнення громадянської війни.

### Перші реформи
Того ж року колишній прем'єр-міністр Афганістану Мухаммед Хашем Майвандваль був заарештований за змову проти президента Дауда. Хоч вважається, що він покінчив життя самогубством у в'язниці до суду, широко поширена думка, що його було закатовано до смерті прибічниками Дауда. Було створено новий республіканський уряд.
Після приходу до влади Мухаммед Дауд заснував громадську політичну партію під назвою «Національна революційна партія». Ця партія стала єдиною політичною партією в країні. Лойя-джирга затвердила нову конституцію, а також створення президентської республіки у січні 1977 року. Усі повстання проти нового режиму були придушені урядовими військами.
Режим, створений Мухаммедом Даудом, мав яскраво виражений авторитарний характер — одразу ж після перевороту були розпущені парламент і верховний суд, заборонено діяльність опозиційних політичних партій. Офіційною ідеологією режиму була «народна та національна теорія революції».

### Президентство Дауда
За часів президентства Дауда відносини з соціалістичними країнами, особливо з Радянським Союзом різко погіршились, але натомість йому вдалось нормалізувати стосунки з консервативними ісламськими країнами, зокрема, з Пакистаном і шахським Іраном. Радянський Союз вбачав у новому президенті перехід орієнтації на західні країни, спробу дистанціюватись від СРСР.
У 1976 році Дауд створив семирічний економічний план розвитку. Він віддаляє радянських військових та економічних радників, починає переоснащення армії, займається економічним розвитком. Дауд також прохав багаті на нафту близькосхідні країни, такі як Саудівська Аравія, Ірак та Кувейт надати фінансову допомогу. Мухаммед Дауд був відомий як реформатор, що намагався модернізувати Афганістан.
Проте Дауд мало чого досягнув з плану реформ, викладеного ним у 1976 році. В економіці Афганістану не відбулось жодного реального прогресу і рівень життя в Афганістані не змінився. Дауда часто критикували за встановлену ним однопартійну диктатуру, що було законодавчо закріплено в Конституції 1977 року. До того часу дві фракції опозиційної партії НДПА — Хальк і Парчам уклали крихку угоду про співробітництво. Цього разу члени комуністичної партії запланували військовий переворот проти уряду Дауда. За словами другого Президента Демократичної Республіки Афганістан, Хафізулли Аміна, НДПА почала розробляти план змови ще у 1976 році, за два роки до Саурської революції.

### Квітнева (Саурська) революція

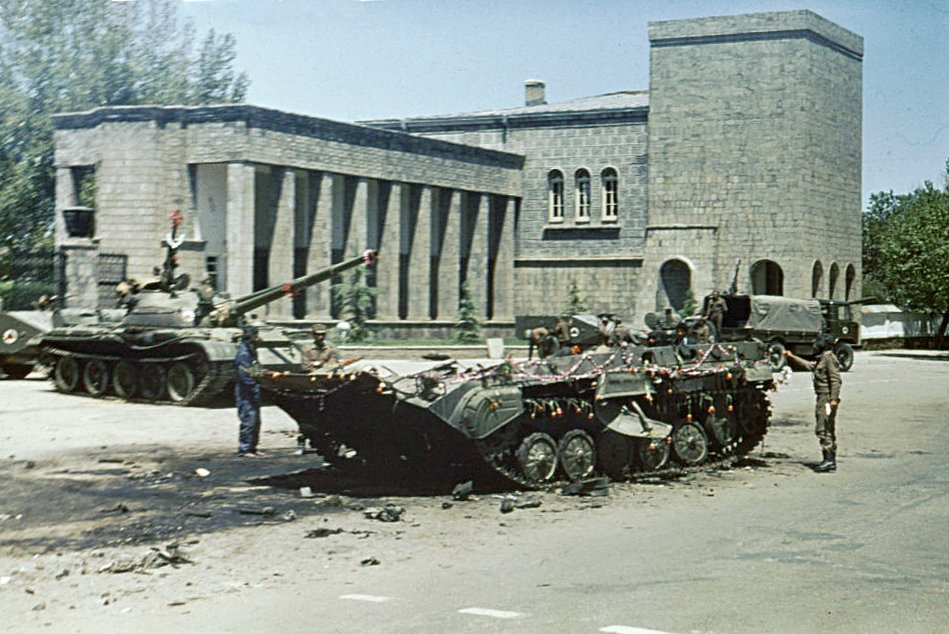
Наступного дня після революції

27 квітня 1978 року в країні почався військовий переворот. Військовики з військової бази в міжнародному аеропорту Кабула почали рухатись у напрямку центра міста. Їм вдалось захопити владу в столиці. Наступного дня Дауд і більшість членів його родини були страчені у президентському палаці в Кабулі.
В результаті перевороту до влади прийшов генеральний секретар НДПА Нур Мухаммед Таракі, який став головою Революційної Ради і прем'єр-міністром створеної комуністами Демократичної Республіки Афганістан. Після військового перевороту, Таракі узяв на себе посаду президента Афганістану. Хафізулла Амін вступив на посаду заступника прем'єр-міністра Афганістану.